# Herb Martina
Herb Martina stanowi na tarczy w polu błękitnym siedzącego na białym (srebrnym) stąpającym koniu rycerza, który złotym mieczem odcina połowę swojego czerwonego  płaszcza dla nagiego klęczącego u stóp konia żebraka.
Obecny herb miasta Martin jest znany od XIV wieku (wyobrażenie napieczętne na  dokumencie pochodzącym  z 20 marca 1375 roku), modyfikowany był w latach 1666 i 1774.
Jest to hagiograficzne wyobrażenie św. Marcina z Tours, patrona miasta, które do 1951 roku nosiło nazwę Turczański Święty Marcin.